# پرواز ۶۲۳۱ خطوط شمال غربی
پرواز ۶۲۳۱ خطوط شمال غربی (انگلیسی: Northwest Orient Airlines Flight 6231) پرواز ۶۲۳۱ خطوط هوایی نورث‌وست اوریانت پرواز با هواپیمای بوئینگ ۷۲۷ در تاریخ ۱ دسامبر ۱۹۷۴، به منظور انتقال تیم فوتبال بالتیمور کلتس از بوفالو، نیویورک، به نیویورک سیتی برای یک بازی اجاره شده بود. این پرواز با شرایط جوی شدید، از جمله مه سنگین و دید کم مواجه شد. هواپیما، در پارک ایالتی هریمن نزدیک استونی پوینت، نیویورک سقوط کرد. تمامی اعضای خدمه کشته‌شدند.